# Lalmohan (underdistrikt)
Lalmohan är ett underdistrikt i Bangladesh. Det ligger i den södra delen av landet, 160 km söder om huvudstaden Dhaka. 
Trakten runt Lalmohan består till största delen av jordbruksmark.